# Anna Kolesárová
Anna Kolesárová (Ungviszoka, 1928. július 14. – Ungviszoka, 1944. november 22.) szlovák római katolikus vértanú. 2018. szeptember 1-jén boldoggá avatták.

## Élete
Anna Kolesárová 1928. július 14-én született Ungviszokán. Édesanyját tizenhárom éves korában elvesztette. Anna egyszerű körülmények között élt. Rendszeresen részt vett a szentmiséken és az ájtatosságokon.
1944. november 22-én a Vörös Hadsereg egy részeg katonája két golyóval agyonlőtte.

### 1944. november 22.
A Vörös Hadsereg első egységeinek megérkezése előtt a családok többsége a házakból a pincékbe menekült.
A Kolesár család is ezt tette: az apa, Ján, a fia, Michal és a leánya, Anna is. Náluk bújtak el: Ladislav Pisny a feleségével, Annával, a szomszéd Andrej Kontra és hétéves leánya, Maria Kontrova, valamint Ján Hruska a feleségével.
1944. november 22-én a falut megszálló Vörös Hadsereg egyik katonája amikor átkutatta a házukat, rábukkant a pincelejáróra. Az édesapa ekkor felküldte a leányát, hogy adjon enni a katonának. A lány hetek óta – a többi fiatal nőhöz hasonlóan – sötét ruhákba öltözött, hogy fiatalságát leplezze. Miután felment a konyhába, a katona molesztálta, de ő kitépte magát az ölelésből, és lefutott volna a pincébe. A részeg katona azonban utánament, rászegezte a fegyverét, és megfenyegette. Anna nem engedett az erőszaknak, Istennek ajánlotta magát. A katona beváltotta a fenyegetését, és a 16 éves lányt megölte.

### Temetése
1944. november 29-én tartották meg a temetési szertartást. Anton Lukáč plébános a halotti anyakönyv megjegyzés rovatába ezt írta: „Tempora belli a rusico milite occisa. Hostia sanctae castitis”, azaz: „A háború idején egy orosz katona ölte meg. A szent tisztaság áldozata.”
Anton Lukáč az ungpálóci plébánia krónikájában leírta Anna halálának történetét, ezt öt szemtanú hitelesítette saját kezű aláírásával. A plébános feljegyzése szerint Annát hőstettében az is erősítette, hogy röviddel a halála előtt gyónt és áldozott.

## Csodák
Anna Kolesárová édesapját évekkel később a lány mellé temették. Amikor a sírját ásták, elmozdult a helyéről egy földdarab, és láthatóvá vált Anna Kolesárová koporsója. A lány holtteste a legkisebb jelét sem mutatta az enyészetnek. A sírásók visszatették rá a földet úgy, hogy a koporsót ne lehessen látni. Másnap, Ján Kolesár temetésekor a megjelentek azt láthatták, hogy Anna koporsójának oldalából éjszaka virágok nőttek ki. Erről azonban nem beszélt senki, az egész falu csak suttogott róla. (Michal Potocký feljegyzése)

## Emlékezete
- A boldoggá avatása 2004. július 3-án kezdődött.
- Ferenc pápa 2018. március 6-án írta alá azt a dekrétumot, mely lehetővé tette a boldoggá avatását.
- 2018. szeptember 1-jén, a kassai Lokomotív Stadionban Giovanni Angelo Becciu bíboros, a Szentek Ügyeinek Kongregációja prefektusa boldoggá avatta.
- Sírja zarándokhellyé vált, főleg a fiatalok körében.[6]